# Bernd Röder
Bernd Röder (* 28. Februar 1942 in Hamburg) ist ein ehemaliger deutscher Basketballspieler und -trainer. Er war Nationalspieler, wurde mit dem MTV Gießen deutscher Meister, führte später Leverkusen als Trainer zum Titel und war Ende der 1970er Jahre Bundestrainer der deutschen Nationalmannschaft.

## Laufbahn
In Gießen betrieb Röder, der Schüler der Herderschule war, als Jugendlicher Leichtathletik und kam 1958 zum Basketball. Er nahm eine rasante Entwicklung und wurde bereits 1962 in die Nationalmannschaft berufen. 1965 wurde er mit dem MTV Gießen erstmals deutscher Meister. Er gehörte auch in den Spieljahren 1966/67 sowie 1967/68, als der MTV wieder deutscher Meister wurde, der Mannschaft an. In der Saison 1968/69 folgte der Sieg im DBB-Vereinspokal. Röder bestritt in der Basketball-Bundesliga von 1966 bis zur Saison 1972/73 insgesamt 115 Spiele für Gießen. Mit den Hessen trat er auch im Europapokal an, darunter während der Saison 1967/68 im Europapokal der Landesmeister, als er sich mit Gießen in der ersten Runde gegen den Basket Racing Club Luxemburg durchsetzte und dann im Achtelfinale auf Maccabi Tel Aviv traf. Beide Spiele gegen Tel Aviv wurden verloren. In den insgesamt vier Einsätze im Europapokal der Landesmeister während der Saison 1967/68 erzielte Röder im Durchschnitt 12,8 Punkte. In der Saison 1968/69 schied er mit Gießen im Europapokal der Landesmeister wieder im Achtelfinale aus, als man sich Real Madrid geschlagen geben musste. Im Nationaltrikot bestritt Röder insgesamt 49 Länderspiele, nahm 1964 an der Olympiaausscheidung und 1965 an der Europameisterschaft in der Sowjetunion teil.
Bereits zu Spielerzeiten wirkte der gelernte Großhandelskaufmann zusätzlich in der Gießener Jugendabteilung als Trainer, führte Ende der 1960er Jahre vier Mannschaften zum Gewinn der deutschen Meisterschaft und wechselte 1973 vollständig auf die Bank. Er trainierte den SV Damm in Aschaffenburg, dann den TuS 04 Leverkusen, den er 1975/76 zum Gewinn des deutschen Meistertitels sowie des DBB-Pokals führte, während er beruflich in dieser Zeit bei den Bayer-Werken angestellt war.
Ab 1976 war Röder Bundestrainer der deutschen Herrennationalmannschaft. Im Oktober 1979 kam es seitens von Nationalspielern unter dem Leitspruch „Entweder der Trainer oder wir“ zur Forderung, Röder als Bundestrainer zu ersetzen. Er blieb bis 1980 im Amt und war ab 1982 Bundestrainer für den Nachwuchs, als solcher in den folgenden Jahren für mehrere Juniorennationalmannschaften als Trainer verantwortlich. In den 1980er Jahren legte Röder einen einjährigen Aufenthalt an der University of Kentucky ein und war Assistenztrainer von Joe B. Hall. Als Trainerausbilder gehörte Dirk Bauermann zu seinen Schützlingen, der eigener Aussage nach unter anderem viel von Röders Vorträgen über die Verteidigungsarbeit und insbesondere die Manndeckung mitnahm. Von 1988 bis 1993 war er als Assistenztrainer der A-Nationalmannschaft im Amt und gehörte somit auch zum Stab, als die DBB-Auswahl 1992 an den Olympischen Spielen in Barcelona teilnahm und ein Jahr später Europameister wurde. Anschließend hatte Röder bis 1995 das Amt des Nationaltrainers der deutschen U22-Auswahl inne. In den Folgejahren war er für den Deutschen Basketball Bund bei Turnierreisen als Delegationsleiter im Einsatz und nahm am DBB-Projekt „Talente mit Perspektive“ als Sichter teil. In den Jahren 1996 und 1997 war Röder Assistenztrainer der Jugend-Weltauswahl, die beim jährlichen Vergleichsspiel Nike Hoop Summit gegen die Vereinigten Staaten antrat. Im Laufe seiner Trainerkarriere gehörte er zu den Förderern späterer deutscher Basketball-Aushängeschilder wie Detlef Schrempf, Christian Welp, Henning Harnisch, Michael Koch, Henrik Rödl, Patrick Femerling, Dirk Nowitzki, Heiko Schaffartzik. Vom Deutschen Basketball-Bund erhielt er den Titel „Ehrenbundestrainer“. Im Mai 2022 zeichnete der Hessische Basketball-Verband Röder mit dem Friedrich-Prinz-Preis aus, der laut Verband als „besondere Würdigung für herausragendes Wirken im Basketball, insbesondere im Nachwuchsbasketball“ vergeben wird.